# Холивуд Парк (Тексас)
Холивуд Парк (енгл. Hollywood Park) град је у америчкој савезној држави Тексас. По попису становништва из 2010. у њему је живело 3.062 становника.

## Демографија
Према попису становништва из 2010. у граду је живело 3.062 становника, што је 79 (2,6%) становника више него 2000. године.
| Група             | 2000.         | 2010.         |
| Белци             | 2.603 (87,3%) | 2.523 (82,4%) |
| Афроамериканци    | 8 (0,3%)      | 14 (0,5%)     |
| Азијати           | 28 (0,9%)     | 26 (0,8%)     |
| Хиспаноамериканци | 300 (10,1%)   | 471 (15,4%)   |
| Укупно            | 2.983         | 3.062         |